# Copa Colsanitas 2024
La Copa Colsanitas 2024, nota per motivi di sponsor anche come Copa Colsanitas presentado por Zurich, è stato un torneo femminile di tennis giocato sulla terra rossa. È stata la 26ª edizione della Copa Colsanitas che fa parte della categoria WTA 250 nell'ambito del WTA Tour 2024. Si è giocato al Country Club di Bogotà in Colombia, dal 1 al 7 aprile 2024.

## Partecipanti

### Teste di serie
| Nazionalità | Giocatrice          | Ranking* | Testa di serie |
| ----------- | ------------------- | -------- | -------------- |
| Rep. Ceca   | Marie Bouzková      | 39       | 1              |
| Germania    | Tatjana Maria       | 48       | 2              |
| Spagna      | Sara Sorribes Tormo | 52       | 3              |
| Spagna      | Cristina Bucșa      | 74       | 4              |
| Argentina   | Nadia Podoroska     | 78       | 5              |
| Colombia    | Camila Osorio       | 90       | 6              |
| Germania    | Laura Siegemund     | 91       | 7              |
|             | Kamilla Rachimova   | 95       | 8              |

* Ranking al 18 marzo 2024.

### Altre partecipanti
Le seguenti giocatrici hanno ricevuto una Wild card per il tabellone principale:
- Mariana Higuita
- Valentina Mediorreal Arias
- Yuliana Monroy

Le seguenti giocatrici sono passate dalle qualificazioni:

- Nuria Brancaccio
- Iryna Šymanovič
- Marina Stakusic
- Anca Todoni
- You Xiaodi
- Katarina Zavac'ka

### Ritiri
Prima del torneo
- Ėrika Andreeva → sostituita da  Lucrezia Stefanini
- Bernarda Pera → sostituita da  Rebecca Marino
- Diana Šnaider → sostituita da  Julija Starodubceva
- Peyton Stearns → sostituita da  Emiliana Arango

## Partecipanti al doppio

### Teste di serie
| Nazione   | Giocatrice         | Nazione | Giocatrice          | Ranking* | Seed |
| --------- | ------------------ | ------- | ------------------- | -------- | ---- |
| Rep. Ceca | Marie Bouzková     | Spagna  | Sara Sorribes Tormo | 45       | 1    |
| Georgia   | Oksana Kalašnikova | Polonia | Katarzyna Piter     | 117      | 2    |
| Ungheria  | Anna Bondár        |         | Irina Chromačëva    | 119      | 3    |
| Spagna    | Cristina Bucșa     |         | Kamilla Rachimova   | 166      | 4    |

* Ranking al 18 marzo 2024.

### Altre partecipanti
Le seguenti coppie di giocatrici hanno ricevuto una wild card per il tabellone principale:
- Emiliana Arango /  María Paulina Pérez
- Mariana Higuita /  Valentina Mediorreal Arias

Le seguenti coppie di giocatrici sono subentrate in tabellone come alternate:
- Rebecca Marino /  Carol Zhao
- You Xiaodi /  Katarina Zavac'ka

### Ritiri
Prima del torneo
- Naiktha Bains /  Fanny Stollár → sostituite da  Rebecca Marino /  Carol Zhao
- Camila Osorio /  Nadia Podoroska → sostituite da  You Xiaodi /  Katarina Zavac'ka

## Punti
| Evento    | V   | F   | SF | QF | 2T   | 1T | Q    | Q2   | Q1   |
| Singolare | 250 | 163 | 98 | 54 | 30   | 1  | 18   | 12   | 1    |
| Doppio    | 250 | 163 | 98 | 54 | N.D. | 1  | N.D. | N.D. | N.D. |

## Montepremi
| Evento    | V        | F        | SF       | QF      | 2T      | 1T      | Q2      | Q1      |
| Singolare | 35 250 $ | 20 830 $ | 11 610 $ | 6 608 $ | 4 040 $ | 2 890 $ | 2 140 $ | 1 380 $ |
| Doppio*   | 12 820 $ | 7 210 $  | 4 140 $  | 2 470 $ | N.D.    | 1 900 $ | N.D.    | N.D.    |

* per team

## Campionesse

### Singolare
Camila Osorio ha sconfitto in finale  Marie Bouzková con il punteggio di 6-3, 7-6(5).
- É il secondo titolo in carriera per Osorio, il primo della stagione e dopo tre anni dall'ultimo.

### Doppio
Cristina Bucșa /  Kamilla Rachimova hanno sconfitto in finale  Anna Bondár /  Irina Chromačëva con il punteggio di 7-6(5), 3-6, [10-8].